# 佐達ちはる
佐達 ちはる（さだち ちはる、1986年9月21日 - ）は、音楽&ダンスユニット・hy4_4yhの元メンバー。東京都出身。

## 略歴・人物
身長161cm、血液型はO型。
ハイトーンボイスが特徴。趣味は漫画を読むこと。特技は裁縫。実家が裕福(アパレルブランド"ROSE BUD"オーナー)であるためライブでネタにされてしまう。

## 出演

### CM
- サントリー なっちゃん（2003年）[1]